# 諏訪道彦
諏訪 道彦（すわ みちひこ、1959年4月14日 - ）は、日本のテレビプロデューサー。デジタルハリウッド大学客員教授。
愛称は「スワッチ」。

## 来歴・人物
愛知県豊田市出身。豊田市立挙母小学校、豊田市立崇化館中学校、愛知県立岡崎高等学校、大阪大学工学部卒業。1983年讀賣テレビ放送（ytv）に入社（同期は現フリーアナウンサーの牧野誠三と森武史）、本社制作部に配属され、バラエティ番組『11PM』にADとして参加する。同番組の1985年3月5日放送分でディレクターに昇格した後、1986年には東京制作局へ異動となり、『ロボタン』からアニメのプロデュースを始める。
代表作の『名探偵コナン』を筆頭に『シティーハンター』シリーズ、『YAWARA!』、『魔法騎士レイアース』、『金田一少年の事件簿』シリーズ、『犬夜叉』、『ブラック・ジャック』シリーズ、『エンジェル・ハート』、『結界師』、『輪廻のラグランジェ』などのテレビアニメのプロデューサーを務めている。
劇場化の際の企画やプロデュースも行っており、『名探偵コナン』シリーズの製作で2013年に藤本賞特別賞を受けた。
同局でOVA作品やアニメ映画を学生の休み期間中に短期集中で放送する枠『アニメだいすき!』が1980年代に設けられたのは、「アニメの可能性を探りたい」とする自身の企画による。1987年、春休みのある1日のうち、7時間をアニメで編成して開始。1988年には本人のインタビュー映像を含む押井守作品特集が組まれた。
担当作品のキャラクターが描かれたトランクを常に持ち歩いてトレードマークとしており、その中に詰め込んだ漫画雑誌を週に10冊は読んでは、アニメ化企画を探す日々という。
『結界師』と『ヤッターマン』では、少しでも本編の時間を増やすため、本編中に提供クレジットをスーパーで表示するといった放映フォーマットの改革を行った。
過去に雑誌『月刊ニュータイプ』の企画で、同じく在阪局勤務で数々のアニメプロデュースで知られている毎日放送（MBSテレビ）の竹田青滋と対談したことがある。日本放送協会『MAG・ネット』ではMBSの丸山博雄やテレビ東京の東不可止、NHKの斉藤健治などアニメプロデューサーと共に討論に参加している。
2012年4月より文化放送のインターネットラジオ放送・超!A&G+にてラジオ番組『諏訪道彦のスワラジ』を放送開始。子供の頃の夢と語っていたラジオ番組のパーソナリティを実現させた。
2013年7月1日より局長待遇、2017年6月23日より執行役員待遇編成局・アニメーション部所属のエグゼクティブ・プロデューサーに昇任。
定年に伴い、2019年6月1日より関連会社のytv Nextryに出向し、専務取締役に就任。テレビアニメに関わる業務は出向後も継続するとしていた。2023年6月1日付で讀賣テレビ放送編成局・アニメーション部に特別嘱託として復帰。同年7月からはコンテンツ戦略局アニメーションセンターに所属し、同年9月でytvを退職。同年10月からは個人会社として、株式会社アスハPPを設立している。

## 担当作品
特記なき場合、読売テレビ制作・日本テレビ系列での放送。

### ラジオ
- 諏訪道彦のスワラジS（栃木放送、IBC岩手放送と出身地である豊田市のエフエムとよた（RADIO LOVEAT）） - パーソナリティとして出演

過去の出演
- 諏訪道彦のスワラジ（文化放送・超!A&G+・エフエムとよた）- パーソナリティとして出演

### テレビアニメ
- ロボタン：プロデューサー（デビュー作）[10]
- ボスコアドベンチャー：プロデューサー
- アニメだいすき!：プロデューサー
- シティーハンター：企画・プロデューサー
  - シティーハンター2
  - シティーハンター3
  - シティーハンター'91
  - シティーハンター ザ・シークレット・サービス
  - シティーハンター グッド・バイ・マイ・スイート・ハート
  - シティーハンター 緊急生中継!? 凶悪犯冴羽獠の最期
- YAWARA! a fashionable judo girl!：企画・プロデューサー
  - YAWARA! Special ずっと君のことが…。：企画・プロデューサー
- コボちゃん：プロデューサー
- 魔法騎士レイアース：プロデューサー[11]
- ガンバリスト!駿：企画・プロデューサー
- 名探偵コナン：企画・プロデューサー→企画・チーフプロデューサー→スーパーバイザー[注 2][12]
  - ルパン三世VS名探偵コナン：プロデューサー
  - 名探偵コナン 警察学校編 Wild Police Story：スーパーバイザー
- 金田一少年の事件簿：プロデューサー
  - 金田一少年の事件簿（2007年SP）：チーフプロデューサー
  - 金田一少年の事件簿R：企画・チーフプロデューサー
- 犬夜叉：企画・プロデューサー
  - 犬夜叉 完結編：チーフプロデューサー
- ブラック・ジャック：企画・チーフプロデューサー
  - ブラック・ジャック21：企画・チーフプロデューサー
- エンジェル・ハート：チーフプロデューサー[13]
- 結界師：チーフプロデューサー
- ヤッターマン（2008年版）：チーフプロデューサー
- 輪廻のラグランジェシリーズ：企画・プロデュース
- まじっく快斗
  - まじっく快斗：チーフプロデューサー
  - まじっく快斗1412：企画・チーフプロデューサー
- 電波教師：企画・チーフプロデューサー
- MIX 1st SEASON：スーパーバイザー
- 半妖の夜叉姫：企画協力
- 王様ランキング（フジテレビ）：協力プロデューサー
- 王様ランキング 勇気の宝箱（フジテレビ）：協力プロデューサー

### バラエティーなど
- 11PM：アシスタントディレクター→ディレクター
- 鳥人間コンテスト選手権大会
- 全日本有線放送大賞
- 遠くへ行きたい：宣伝（ノンクレジット[14]）
- 教えてあげない：宣伝

### テレビドラマ
- 悪女：企画
- 綺麗になりたい：音楽プロデューサー
- お茶の間
- 彼女の嫌いな彼女：音楽プロデューサー
- お玉・幸造夫婦です：宣伝
- 本家のヨメ：プロデューサー
- 名探偵コナン 工藤新一への挑戦状：企画
  - 名探偵コナン10周年記念ドラマスペシャル 工藤新一への挑戦状〜さよならまでの序章〜
  - 工藤新一の復活!〜黒の組織との対決〜
  - 工藤新一への挑戦状〜怪鳥伝説の謎〜
  - 名探偵コナン 工藤新一への挑戦状（連続ドラマ）
  - 工藤新一 京都新撰組殺人事件

### アニメ映画
- ロボタン：プロデューサー
- シティーハンター 愛と宿命のマグナム：企画・プロデューサー
- シティーハンター 百万ドルの陰謀：企画・プロデューサー
- シティーハンター ベイシティウォーズ：企画・プロデューサー
- YAWARA! それゆけ腰ぬけキッズ!!：企画・プロデューサー
- 名探偵コナン 時計じかけの摩天楼：企画・プロデューサー
- 名探偵コナン 14番目の標的：企画・プロデューサー
- 名探偵コナン 世紀末の魔術師：企画・プロデューサー
- 金田一少年の事件簿2 殺戮のディープブルー：プロデューサー
- 名探偵コナン 瞳の中の暗殺者：企画・プロデューサー
- 名探偵コナン 天国へのカウントダウン：企画・プロデューサー
- 名探偵コナン ベイカー街の亡霊：企画・プロデューサー
- 名探偵コナン 迷宮の十字路：企画・プロデューサー
- 名探偵コナン 銀翼の奇術師：企画・プロデューサー
- 名探偵コナン 水平線上の陰謀：企画・プロデューサー
- ブラック・ジャックふたりの黒い医者：企画・チーフプロデューサー
- 名探偵コナン 探偵たちの鎮魂歌：企画・プロデューサー
- 名探偵コナン 紺碧の棺：企画・プロデューサー
- 名探偵コナン 戦慄の楽譜：企画・プロデューサー
- 名探偵コナン 漆黒の追跡者：企画・プロデューサー
- 名探偵コナン 天空の難破船：企画・プロデューサー
- 名探偵コナン 沈黙の15分：企画・プロデューサー
- 名探偵コナン 11人目のストライカー：企画・プロデューサー
- 名探偵コナン 絶海の探偵：企画・プロデューサー
- ルパン三世VS名探偵コナン THE MOVIE：企画・プロデュース
- 名探偵コナン 異次元の狙撃手：企画・プロデューサー
- 名探偵コナン 業火の向日葵：企画・プロデューサー
- 名探偵コナン 純黒の悪夢：企画・プロデューサー
- 名探偵コナン ゼロの執行人：企画プロデュース
- 名探偵コナン から紅の恋歌：企画プロデュース
- 名探偵コナン 紺青の拳：企画プロデュース
- 劇場版シティーハンター〈新宿プライベート・アイズ〉：チーフプロデューサー
- 名探偵コナン 緋色の弾丸：製作委員会（読売テレビ）
- 神在月のこども：スーパーバイザー
- 名探偵コナン ハロウィンの花嫁：製作委員会（読売テレビ）
- 名探偵コナン 黒鉄の魚影：製作委員会（読売テレビ）
- 名探偵コナン 100万ドルの五稜星：コナンシネマクイズ作成[15]
- 名探偵コナン 隻眼の残像：コナンシネマクイズ作成[15]

## ゲスト出演
- MAG・ネット（NHK衛星第2テレビジョン）
- 創ったヒト（アニマックス、2010年4月3日 - 4月24日）
- 名探偵コナン 解体新書（アニマックス、2012年3月）
- つながりファンタジー いつも!ガリゲル（読売テレビ） - 同番組で不定期でオンエア中の企画「アニメ大喜利」に審査役で出演。
- 芸人報道（日本テレビ、2012年3月27日） - 劇場版アニメ『名探偵コナン 11人目のストライカー』の宣伝で出演[16]。
- スパルタンMX（TOKYO MX、2013年7月3日）- インタビュー出演。
- 名探偵コナン（読売テレビ） - 第487話「本庁の刑事恋物語8 左手の薬指」に警視庁捜査一課の刑事C役で声の出演[17]。
- 結界師（読売テレビ）

## 諏訪道彦をモデルにしたキャラクター
諏訪をモデルにしたキャラクターが、作品にたびたび登場している。
『名探偵コナン』
原作単行本第11巻・アニメ第31話「テレビ局殺人事件」で、「日売テレビ（NUT）プロデューサー・諏訪道彦」として、松尾貴史に殺害されている。声優は若本規夫。
アニメ第594-595話「広島宮島七不思議ツアー」とアニメ第636-637話「世界一受けたい授業事件」では、「上諏訪幹彦（かみすわ みきひこ）」の名前で登場。声優は加門良。
『ブラック・ジャック』
アニメ第52話「一瞬の目撃者」では、「敏腕プロデューサーでありながら爆弾マニアの爆破犯・諏訪道彦」として逮捕されている。声優は安原義人。
『こちら葛飾区亀有公園前派出所』
他局で放送された作品であり担当作品でもないが、「プロデューサー・素輪道彦」として原作とアニメに登場している。声優は杉野博臣。